# Mompha lassula
Mompha lassula é uma espécie de mariposa do gênero Mompha pertencente à família Coleophoridae.